# Ituni
Ituni ist eine Gemeinde in der Provinz Upper Demerara-Berbice im östlichen Teil Guyanas. Sie liegt auf einer Höhe von 100 Metern und hatte 2002 773 Einwohner. Der Ort lebt vom Bauxit-Abbau. Nahe gelegene Orte sind Linden, Kwakwani, Maple Town, Laddern's Ville und Aroaima.